# Чынгышев, Турсунбек Чынгышевич
Турсунбек Чынгышев (род. 15 октября 1942, с. Тошбулак, Нарынская область) — киргизский политик, премьер-министр Кыргызстана с 10 февраля 1992 по 13 декабря 1993 года.

## Биография
Родился в Нарынской области. В 1963 году окончил автодорожный и машиностроительный техникумы, затем Кыргызский Госуниверситет, Московскую Академию Общественных наук. Сделал партийную карьеру от секретаря парткома строительства Токтогульской ГЭС до члена ЦК компартии Киргизии, заведующего социально-экономическим отделом ЦК Компартии Киргизии. Весною 1990 года избран народным депутатом парламента Киргизии. В 1991 году был членом Комитета по оперативному управлению народным хозяйством СССР (временное Правительство СССР).
Став премьер-министром, Турсунбек Чынгышев возглавил Правительство Кыргызской Республики в 1992—1993 годы, самые сложные после развала СССР, разрыва народно-хозяйственных связей, крупных стихийных бедствий — землетрясений в 8-9 баллов в эпицентре по шкале Рихтер. При его активном участии была введена кыргызская национальная валюта — сом. Он был Председателем Комитета Кыргызской республики по введению этой денежной единицы. Подписал Соглашение о совместном освоении с канадской фирмой Cameco крупного месторождения золота Кумтор, которое не было поддержано парламентом, из-за чего он был вынужден подать в отставку.
С 2009 по 2017 годы — член совета директоров ОАО «Национальная электрическая сеть Кыргызстана».
В настоящее время пенсионер.

### Семья
Женат. Двое детей.

## Награды
- три ордена («Знак Почёта», «Дружба народов», «Манас первой степени»).
- Заслуженный экономист Кыргызской Республики;
- почётные грамоты Верховного Совета Кыргызской Республики.